# مک‌کارتنی ۴۱۴۸
سیارک ۴۱۴۸ (به انگلیسی: 4148 McCartney، نامگذاری:1983NT) چهار هزار و صد و چهل و هشتمین سیارک کشف شده‌است که در ۱۱ ژوئیه ۱۹۸۳ کشف شد.
قدر مطلق سیارک برابر ۱۲٫۹۰ است.